# Llau de Comatorta
La llau de Comatorta és un torrent molt rost del terme de Gavet de la Conca, dins de l'antic municipi de Sant Salvador de Toló a la comarca de Pallars Jussà. És a l'extrem sud del terme, i discorre paral·lel per llevant del límit amb el municipi de Llimiana. Forma part de la conca de l'Ebre.
S'origina a 1.563 m. altitud, a l'obac del Montsec de Rúbies, just al nord-est del Tossal de Mirapallars, des d'on davalla cap al nord-est, en direcció a l'Hostal Roig, de forma paral·lela al Serrat Ample. S'aboca després de 2 km en el barranc de Barcedana al nord-est de la Cova Negra de Mata-solana, just en el moment que es forma aquest barranc, fins al punt que se'n pot considerar l'origen.